# Markus Fierz
Markus Eduard Fierz (Basileia, 20 de junho de 1912 — Küsnacht, 20 de junho de 2006) foi um físico suíço.

## Publicações
- M. Fierz, Helv. Phys. Acta 12 (1939) 3
- M. Fierz and W. Pauli, ’On relativistic wave-equations for particles of arbitrary spin in an electromagnetic field’, Proc. Roy. Soc. A 173 (1939) 221
- M. Fierz, ’Zur Theorie der Multipolstrahlung’, Helv. Phys. Acta 22 (1949) 489
- M. Fierz, Helv. Phys. Acta 29 (1956) 128 .
- M. Fierz, ’Spinors’, in Proceedings of the International Conference on Relativistic Theories of Gravitation, London, July 1965, H. Bondi ed., Kings College, University of London, 1965 .
- M. Fierz, ’Warum gibt es keine magnetischen Ladungen?’, Helv. Phys. Acta 37 (1964) 663
- M. Fierz, ’Die unit ¨aren Darstellungen der homogenen Lorentzgruppe’, in ”Preludes in theoretical physics”, in honor of V. F. Weisskopf, A. de-Shalit, H. Feshbach and L. van Hove eds., North Holland, Amsterdam, 1966
- M. Fierz, Vorlesungen zur Entwicklungsgeschichte der Mechanik. Springer 1972